# Высший аудиторский суд Ирана
Высший аудиторский суд Ирана (ВАС, перс. دیوان محاسبات کشور‎) — парламентское учреждение по финансовому контролю в Исламской республике Иран. Высший аудиторский суд основан в 1906, находится в Тегеране. Полномочия ВАС закреплены в статьях 54 и 55 Конституции Ирана.
На этот орган возложен контроль за «финансовыми операциями и деятельностью всех министерств, ведомств, государственных компаний и других организаций, которые каким-либо образом извлекают выгоду из государственного бюджета». С 2010 года ВАС было поручено контролировать план экономических реформ Ирана. Он также ежемесячно отслеживает отчисления Министерства нефти в государственную казну и осуществляет за надзор за Национальным фондом развития. Основной миссией Высшего аудиторского суда является контроль за исполнением годового бюджета, проверка финансовых нарушений, представление отчёта о расходах бюджета парламенту и рассмотрение бюджетных отклонений.

## «Недостающие нефтяные деньги на 1 миллиард долларов»
Согласно отчету ВАС, незаконные выплаты некоторым государственным чиновникам составляют большую часть нарушений, хотя были случаи, когда и само правительство действовало вопреки статьям закона о бюджете. 
В декабре 2010 года директор Верховного аудиторского суда (ВАС) Абдолреза Рахмани-Фазли заявил, что это дело о недостающем миллиарде долларов упоминалось в отчете, представленном в Меджлис, причём не было названо мошенничеством или хищением, а упоминалось только как «дефицит» на счету.

## Критика
Согласно Freedom House, «ВАС - это не более чем церемониальный орган, потому что судьи, назначенные обычными судебными органами, часто отменяют его приговоры».  Им также не разрешается проверять какие-либо финансы, связанные со Стражами исламской революции, где, как считается, берёт начало основная часть коррупции в стране.
На вопрос, соответствует ли недавний отчет Transparency International об административной коррупции в Иране выводам Высшего аудиторского суда, директор ВАС Фазли сказал, что отчет основан на критериях, которые ВАС не признает. «Это не означает, что Иран отвергает отчет, страна должна приложить усилия, чтобы выполнить их критерии», — добавил он. 